# ФК «Сокол» Саратов в сезоне 2004
Сезон 2004 года стал для ФК «Сокол» 13-м в его истории выступлений в чемпионате России по футболу.

## Команда 2004

### Состав команды
- Список игроков, основного состава футбольного клуба «Сокол» Саратов в сезоне 2004 года[1][2].

| №             | Игрок                 | Гражданство | Дата рождения    | Игры (Ч) | Голы (Ч) | Игры (К) | Голы (К) |
| Вратари       | Вратари               | Вратари     | Вратари          | Вратари  | Вратари  | Вратари  | Вратари  |
| ------------- | --------------------- | ----------- | ---------------- | -------- | -------- | -------- | -------- |
|               | Платон Захарчук       | Россия      | 10 сентября 1972 | 41       | −35      | 1        | —        |
|               | Вячеслав Звягин       | Россия      | 19 февраля 1971  | 1        | -4       | 2        | —        |
| Защитники     |                       |             |                  |          |          |          |          |
|               | Дмитрий Бугаков       | Россия      | 19 июня 1979     | 36       | 1        | 2        | —        |
|               | Александр Храпковский | Беларусь    | 12 марта 1975    | 16       | —        | —        | —        |
|               | Альберт Борзенков     | Россия      | 3 января 1973    | 40       | 3        | 1        | —        |
|               | Александр Ионов       | Россия      | 29 марта 1983    | 32       | 3        | 1        | —        |
|               | Артур Степанян        | Армения     | 14 апреля 1987   | 1        | —        | —        | —        |
|               | Дмитрий Хлестов       | Россия      | 21 января 1971   | 39       | —        | 2        | —        |
|               | Александр Черкес      | Россия      | 2 сентября 1976  | 30       | —        | 2        | —        |
| Полузащитники |                       |             |                  |          |          |          |          |
|               | Александр Жидков      | Россия      | 9 апреля 1966    | 25       | 3        | 2        | —        |
|               | Беслан Аджинджал      | Россия      | 22 июня 1974     | 39       | 15       | 1        | —        |
|               | Гизо Джеладзе         | Грузия      | 17 мая 1975      | 29       | 1        | 2        | —        |
|               | Андрей Рябых          | Россия      | 24 декабря 1978  | 23       | —        | 1        | —        |
|               | Андрей Цаплин         | Россия      | 22 января 1977   | 39       | 2        | 1        | —        |
|               | Алексей Иванов        | Россия      | 1 сентября 1981  | 25       | 4        | 2        | 1        |
|               | Виктор Карпенко       | Узбекистан  | 7 сентября 1977  | 16       | —        | —        | —        |
|               | Валерий Павлов        | Россия      | 7 февраля 1986   | 12       | —        | 1        | 1        |
|               | Станислав Хан         | Россия      | 1 июля 1987      | 16       | 2        | —        | —        |
|               | Александр Шешуков     | Россия      | 15 апреля 1983   | 36       | 2        | 1        | —        |
|               | Владимир Шипилов      | Россия      | 5 декабря 1972   | 21       | 1        | —        | —        |
| Нападающие    |                       |             |                  |          |          |          |          |
|               | Пётр Качуро           | Беларусь    | 2 августа 1972   | 39       | 15       | 1        | 1        |
|               | Геннадий Близнюк      | Беларусь    | 30 июля 1980     | 16       | 7        | 1        | —        |
|               | Руслан Левига         | Украина     | 31 января 1983   | 10       | —        | —        | —        |
|               | Роман Орещук          | Россия      | 2 сентября 1975  | 26       | 12       | 2        | 1        |
|               | Дмитрий Чесноков      | Россия      | 26 апреля 1973   | 6        | —        | 1        | —        |

## Первый дивизион ПФЛ 2004
Основная статья: Первый дивизион ПФЛ 2004

### Результаты матчей
| 28 марта 1-й тур | Сокол                | 1:0 (0:0) | Орёл | Саратов                                                            |
| | Аджинджал 72′ (пен.) | [ 3 ]     |      | Стадион: «Локомотив» (+10 °) Зрителей: 9500 Судья: Тимофеев (Азов) |
| Сокол: Захарчук, Бугаков (Джеладзе, 60), Борзенков, Иванов, Качуро (Черкес, 88), Шипилов (Рябых, 83), Хлестов, Аджинджал, Шешуков (Жидков, 60), Орещук, Цаплин Орёл: Владимиров, Лагутин, Романов, Бойков, Кушов, Бурченков, Шелест, Злыднев (Юдкин, 72), Кайнов (И. Галюза, 59. Целишчак, 72), Берко (Лосев, 62), Буда |                      |           |      |                                                                    |

| 31 марта 2-й тур | Арсенал | 0:1 (0:1) | Сокол      | Тула                                                                                  |
| |         | [ 4 ]     | 35′ Орещук | Стадион: Центральный стадион «Арсенал» (+6 °) Зрителей: 8000 Судья: Мартынов (Москва) |
| Арсенал: Кликин, Саджая, Букиевский, Мелкадзе (Низамутдинов, 56), Мазов, Катынсус, Тищенко (Шевырев, 54), Аутлев (Басков, 74), Кузнецов (Котов, 68), Коровушкин, Джуркович Сокол: Захарчук, Хлестов, Рябых, Бугаков, Храпковский, Борзенков, Иванов, Цаплин, Аджинджал (Жидков, 90+1), Джеладзе (Шипилов, 69), Орещук (Качуро, 64) |         |           |            |                                                                                       |

| 6 апреля 3-й тур | Металлург Лп              | 2:2 (2:2) | Сокол                        | Липецк                                                                   |
| | Воронков 2′ · Петухов 43′ | [ 5 ]     | 12′ А.Иванов · 26′ Аджинджал | Стадион: «Металлург» (+8 °) Зрителей: 10 500 Судья: Евстигнеев (Королев) |
| Металлург Лп: Панков, Давыдов, Н.Иванов, Чумаченко, Морочко, Захаренко, Д.Иванов (Васянович, 83), Кожемякин (Нагибин, 58), Воронков (Мосин, 71), Петухов, Жуковский (Долматов, 80) Сокол: Захарчук, Бугаков, Черкес, Храповский, А.Иванов, Шипилов, Хлестов, Аджинджал (Жидков, 84), Ионов (Рябых, 66), Орещук (Качуро, 89), Цаплин (Шешуков, 90) |                           |           |                              |                                                                          |

| 16 апреля 5-й тур | Сокол                      | 2:0 (2:0) | Томь | Саратов                                                                |
| | Качуро 12′ · Аджинджал 34′ | [ 6 ]     |      | Стадион: «Локомотив» (+7 °) Зрителей: 9400 Судья: Тюмин (Новочеркасск) |
| Сокол: Захарчук, Храпковский, Борзенков, Иванов, Качуро (Чесноков, 73), Шипилов (Черкес, 88), Хлестов, Аджинджал, Орещук (Джеладзе, 79), Цаплин, Ионов (Шешуков, 57) Томь: Суровцев, Выходил, Янотовский, Фамильцев (Исайченко, 75), Годунок, Булатов (Себелев, 69), Силютин (Харитонов, 61), Шишкин (Калешин, 54), С. Скобляков, Передня, Киселев |                            |           |      |                                                                        |

| 19 апреля 6-й тур | Сокол                        | 3:0 (0:0) | Металлург-Кузбасс | Саратов                                                            |
| | Орещук 49′ 55′ · Бугаков 90′ | [ 7 ]     |                   | Стадион: «Локомотив» (+12 °) Зрителей: 9500 Судья: Куница (Майкоп) |
| Сокол: Захарчук, Храпковский, Борзенков, Цаплин, Хлестов, Шипилов (Джеладзе, 60), Шешуков, Аджинджал (Жидков, 85), Иванов, Орещук (Бугаков, 87), Качуро (Ионов, 60) Металлург-Кузбасс: Игошин, Макушев, Осколков, Щиголев, Лянге, Ешкин (Васильев, 74), Пятикопов (Егунов, 58), Лидрик, Кобозев (Марков, 66), Степанов (Попхадзе, 58), Тихоньких |                              |           |                   |                                                                    |

| 26 апреля 7-й тур | СКА-Энергия | 0:0   | Сокол | Хабаровск                                                                            |
| |             | [ 8 ] |       | Стадион: Стадион имени В. И. Ленина (+10 °) Зрителей: 14 000 Судья: Гусев (Тобольск) |
| СКА-Энергия: Давыдов, Хуако, Лоц, Пятенко, Ковальчук, Лагун, Тюменцев, Кармазиненко (Рыжих, 69), Поддубский, Коробченко, Живновицкий (Свижук, 73) Сокол: Захарчук, Черкес, Храпковский, Борзенков, Иванов (Рябых, 89), Шипилов (Джеладзе, 78), Хлестов, Аджинджал (Жидков, 66), Орещук (Качуро, 90), Цаплин, Ионов |             |       |       |                                                                                      |

| 29 апреля 8-й тур | Луч-Энергия      | 2:1 (0:0) | Сокол                | Владивосток                                                             |
| | Атангана 47′ 86′ | [ 9 ]     | 67′ (пен.) Аджинджал | Стадион: «Динамо» (+14 °) Зрителей: 10 200 Судья: Андреев (Новосибирск) |
| Луч-Энергия: Тумилович, Жуков, Дьячков, Ширшаков, Мустафин, Лунин, Бобров (Смирнов, 46), Зизилев, Соколов, Прокопенко (Гарин, 64), Атангана Сокол: Захарчук, Черкес, Храпковский, Борзенков, Иванов (Бугаков, 78), Шипилов, Хлестов, Б. Аджинджал, Орещук (Чесноков, 68), Цаплин, Ионов (Жидков, 71) |                  |           |                      |                                                                         |

| 6 мая 9-й тур | Сокол                   | 2:0 (1:0) | Локомотив Чт | Саратов                                                              |
| | Качуро 20′ · Орещук 85′ | [ 10 ]    |              | Стадион: «Локомотив» (+16 °) Зрителей: 13 100 Судья: Каюмов (Москва) |
| Сокол: Захарчук, Хлестов, Цаплин, Храпковский, Борзенков, Иванов (Бугаков, 88), Шешуков (Ионов, 86), Аджинджал, Шипилов (Джеладзе, 88), Качуро (Павлов, 86), Орещук Локомотив Чт: Кошелев, Лелюк, Котовец, Бодялов, Смышляев (Рябуха, 29), Чистяков, Швецов, Макиенко, Семакин (Скачков, 68), Крейсман (Захаренков, 58), Алхимов (Гаврюш, 77) |                         |           |              |                                                                      |

| 9 мая 10-й тур | Сокол                  | 2:0 (1:0) | Химки | Саратов                                                                     |
| | Орещук 21′ · Ионов 66′ | [ 11 ]    |       | Стадион: «Локомотив» (+20 °) Зрителей: 11 000 Судья: Галимов (Екатеринбург) |
| Сокол: Захарчук, Хлестов, Храпковский, Цаплин, Борзенков, Иванов (Бугаков, 79), Шешуков, Аджинджал (Ионов, 52), Шипилов (Джеладзе, 52), Орещук (Рябых, 83), Качуро Химки: Рожков, Йованович, Комадина, Машкарин, Акаев, Ляпкин (Мазалов, 56), Щеглов, Шуленин, Швецов (Телегин, 65), Коломийченко (Узденов, 72), Гаврилин |                        |           |       |                                                                             |

| 16 мая 11-й тур | Динамо Мх                                                      | 1:0 (1:0) | Сокол | Махачкала                                                             |
| | Сиукаев 4′ · Нереализованный пенальти: Асильдаров, 87 (штанга) | [ 12 ]    |       | Стадион: «Динамо» (+16 °) Зрителей: 9000 Судья: Петтай (Петрозаводск) |
| Динамо Мх: Грецких (Романенко, 46), Толок, Кулумбегов (Байда, 78), Шворень, Исмаилов, Анз. Садиров, Бузникин, Гомленко, Сиукаев (Сердюков, 65), Романович, Асильдаров (Муртузалиев, 90+3) Сокол: Захарчук, Храпковский, Борзенков, Иванов, Шипилов (Джеладзе, 60), Хлестов (Бугаков, 46), Аджинджал, Шешуков (Качуро, 60), Орещук, Цаплин, Ионов |                                                                |           |       |                                                                       |

| 19 мая 12-й тур | Уралан          | 1:0 (1:0) | Сокол | Элиста                                                               |
| | Оспешинский 30′ | [ 13 ]    |       | Стадион: «Уралан» (+14 °) Зрителей: 2200 Судья: Веселовский (Москва) |
| Уралан: Окрошидзе, Кузьмин, Чернышов, Сахаров, Казаков, Бочков, Веретенников, Бурченко, Алиев, Р.Аджинджал, Оспешинский (Гигиадзе, 40. Малахов, 90+3) Сокол: Захарчук, Рябых, Бугаков (Черкес, 46), Борзенков, Иванов, Качуро (Чесноков, 66), Шипилов (Орещук, 56), Хлестов, Б.Аджинджал, Шешуков (Ионов, 70), Цаплин |                 |           |       |                                                                      |

| 26 мая 13-й тур | Сокол                                               | 4:0 (1:0) | Нефтехимик | Саратов                                                             |
| | Иванов 37′ · Борзенков 57′ · Ионов 62′ · Жидков 87′ | [ 14 ]    |            | Стадион: «Локомотив» (+12 °) Зрителей: 8500 Судья: Дорошенко (Ейск) |
| Сокол: Захарчук, Хлестов (Шипилов, 67), Храпковский, Цаплин, Борзенков, Иванов, Ионов, Шешуков (Жидков, 79), Джеладзе (Павлов, 46), Орещук, Качуро (Чесноков, 62) Нефтехимик: Гусев, Ахметзянов, Колесников, Фоменко, Федорченко, Харабара, Лебедков, Ситчихин (Яковенко, 85), Джинчарадзе (Анисахаров,79), Стрельцов, Колотилко |                                                     |           |            |                                                                     |

| 29 мая 14-й тур | Сокол       | 1:0 (0:0) | КАМАЗ | Саратов                                                                   |
| | Шипилов 75′ | [ 15 ]    |       | Стадион: «Локомотив» (+22 °) Зрителей: 10 000 Судья: Тюмин (Новочеркасск) |
| Сокол: Захарчук, Хлестов, Шешуков, Цаплин, Борзенков, Иванов, Ионов (Жидков, 65), Аджинджал (Рябых, 77), Шипилов (Черкес, 86), Чесноков (Качуро, 46), Орещук КАМАЗ: Дурнев, Гикаев, Гайнуллин, Пучков (Булатов, 77), Чочиев, Куликов (Полянин, 70), Емельянов, Баськов, Девицкий, Ермилов (Калимуллин, 76), Низовцев (Дорошенко, 68) |             |           |       |                                                                           |

| 5 июня 15-й тур | Лисма-Мордовия              | 2:3 (0:1) | Сокол             | Саранск                                                                     |
| | Вейкутис 56′ · Шевченко 71′ | [ 16 ]    | 2′ 81′ 86′ Качуро | Стадион: «Светотехника» (+17 °) Зрителей: 6000 Судья: Гвардис (Калининград) |
| Лисма-Мордовия: Соловьев, Вейкутис, Кондаков, Шевченко, Бородин, Редькин (Шубладзе, 79), Тетерин (Тузиков, 69. Сербин, 82), Губанов, Соколов, Зангареев (Шерстнев, 46), Бондаренко Сокол: Захарчук, Храпковский, Борзенков, Жидков, Иванов (Бугаков, 90), Джеладзе (Ионов, 67), Качуро, Шипилов, Хлестов, Аджинджал (Орещук, 72. Рябых, 89), Шешуков |                             |           |                   |                                                                             |

| 8 июня 16-й тур | Газовик-Газпром | 0:4 (0:1) | Сокол                                                                                            | Ижевск |
| |                 | [ 17 ]    | 23′ Борзенков · 64′ 78′ Орещук · 83′ Шешуков · Нереализованный пенальти: Аджинджал, 70 (вратарь) | Стадион: Центральный республиканский стадион «Газовик-Газпром» (+18 °) Зрителей: 500 Судья: Баскаков (Москва) |
| Газовик-Газпром: Екимов, Хакимов, Парипович, Дубровских, Ложкин (А.Самойлов, 65), Завьялов, Ронжин, Свистунов, М.Самойлов (Якубов, 69), Перов, Жданов Сокол: Захарчук, Черкес, Храпковский, Борзенков, Жидков (Цаплин, 82), Иванов (Бугаков, 82), Качуро (Орещук, 31), Шипилов, Хлестов, Аджинджал (Ионов, 72), Шешуков |                 |           |                                                                                                  | |

| 15 июня 17-й тур | Сокол          | 2:0 (0:0) | Балтика | Саратов                                                                       |
| | Орещук 48′ 59′ | [ 18 ]    |         | Стадион: «Локомотив» (+12 °) Зрителей: 5000 Судья: Ключников (Ростов-на-Дону) |
| Сокол: Захарчук, Хлестов, Шешуков, Храпковский, Черкес (Орещук, 30), Борзенков, Иванов (Джеладзе, 46), Жидков (Цаплин, 74), Аджинджал (Ионов, 54), Шипилов, Качуро Балтика: Рогачев, Гибадуллин (Киселев, 61), Спирин, Горбачев, Гермашов, Мазнов, Свеженцев, Дементьев, Евсин (Н. Абрамов, 70), Соколов (Музыка, 61), Крыштафович |                |           |         |                                                                               |

| 18 июня 18-й тур | Сокол             | 1:1 (1:0) | Динамо Бр    | Саратов                                                              |
| | Жидков 41′ (пен.) | [ 19 ]    | 57′ Санников | Стадион: «Локомотив» (+20 °) Зрителей: 8000 Судья: Малый (Волгоград) |
| Сокол: Захарчук, Хлестов, Цаплин (Храпковский, 62), Шешуков, Черкес (Аджинджал, 68), Борзенков, Бугаков (Чесноков, 66), Жидков (Ионов, 66), Шипилов, Качуро, Орещук Динамо Бр: Нарубин, Ещенко, Сережкин, Шапкин, Кудряшов, Санников, Малин, Фомичев, Рыбин, Усиков (Шелютов, 76), Косолапов (Федосов, 81) |                   |           |              |                                                                      |

| 25 июня 19-й тур | Терек       | 1:0 (1:0) | Сокол | Пятигорск                                                                    |
| | Федьков 35′ | [ 20 ]    |       | Стадион: «Центральный» (+25 °) Зрителей: 4500 Судья: Фурса (Санкт-Петербург) |
| Терек: Савченко, Мазаев (Соурада, 68), Тренчев, Боков, Липко, Джабраилов, Хомуха, Терехин (Адиев, 67), Федьков, Скоков, Булатов Сокол: Захарчук, Черкес (Качуро, 46), Храпковский, Борзенков, Жидков (Ионов, 65), Иванов, Шипилов (Джеладзе, 56), Хлестов, Аджинджал (Цаплин, 79), Шешуков, Орещук |             |           |       |                                                                              |

| 28 июня 20-й тур | Спартак Нч                                       | 3:2 (1:2) | Сокол                 | Нальчик                                                                                     |
| | Машуков 9′ (пен.) · Овчинников 55′ · Кунижев 88′ | [ 21 ]    | 3′ Качуро · 6′ Жидков | Стадион: Республиканский стадион «Спартак» (+19 °) Зрителей: 6000 Судья: Французов (Москва) |
| Спартак Нч: Чихрадзе, Ягодкин, Мостовой, Варламов, Скворцов, Кудаев, Машуков (Овчинников, 46), Кузьмичев, Енин (Дзамихов, 84), Швец (Балов, 73), Порошин (Кунижев, 58) Сокол: Захарчук, Бугаков, Храпковский, Борзенков, Жидков (Цаплин, 58), Иванов (Рябых, 76), Качуро, Шипилов (Черкес, 35), Аджинджал (Ионов, 60), Шешуков, Орещук |                                                  |           |                       |                                                                                             |

| 6 июля 21-й тур | Сокол                       | 3:0 (2:0) | Черноморец | Саратов                                                           |
| | Орещук 28′ · Качуро 42′ 84′ | [ 22 ]    |            | Стадион: «Локомотив» (+20 °) Зрителей: 7000 Судья: Лукин (Москва) |
| Сокол: Захарчук, Бугаков, Цаплин, Борзенков, Шешуков (Рябых, 85), Хлестов, Иванов (Павлов, 80), Аджинджал (Жидков, 63), Шипилов (Джеладзе, 66), Качуро, Орещук Черноморец: Володин, Морозов, Сосновский, Засеев, Белозеров (Глущенко, 78), Селин, Призетко, Бекетов (Майоров, 66), Догузов (Суродин, 75), Олейник (Кулик, 46), Камольцев |                             |           |            |                                                                   |

| 9 июля 22-й тур | Сокол                                         | 3:1 (2:0) | Анжи        | Саратов                                                             |
| | Орещук 1′ · Иванов 44′ · Аджинджал 50′ (пен.) | [ 23 ]    | 71′ Нахушев | Стадион: «Локомотив» (+17 °) Зрителей: 6300 Судья: Ходырев (Москва) |
| Сокол: Захарчук, Хлестов, Бугаков, Цаплин, Борзенков, Иванов (Джеладзе, 65), Шешуков, Аджинджал (Рябых, 86), Шипилов (Павлов, 80), Качуро (Жидков, 79), Орещук Анжи: Армишев, Чебураев, Стойкович, Цхададзе, Мжаванадзе, Мамаев (Вишневский, 60), Нахушев (Курбанов, 86), Баматов, Агаларов, Никулин (Тагирбеков, 39), Лахиялов (Стрелков, 72) |                                               |           |             |                                                                     |

| 27 июля 24-й тур | Сокол                   | 2:0 (2:0) | Металлург Лп | Саратов                                                                  |
| | Качуро 25′ · Цаплин 32′ | [ 24 ]    |              | Стадион: «Локомотив» (+24 °) Зрителей: 7600 Судья: Гвардис (Калининград) |
| Сокол: Захарчук, Хлестов, Бугаков, Цаплин (Черкес, 87), Борзенков, А. Иванов, Аджинджал (Ионов, 84), Шешуков, Джеладзе (Жидков, 65), Качуро (Павлов, 71), Орещук Металлург Лп: Панков, Чумаченко, Морочко, Н. Иванов, Давыдов, Нагибин (Лазарев, 66), Долматов, Воронков (Д. Иванов, 56), Прошин (Войдель, 63), Кожемякин (Жуковский, 46), Петухов |                         |           |              |                                                                          |

| 4 августа 25-й тур | Томь                                                         | 4:2 (2:1) | Сокол                  | Томск                                                                |
| | Киселев 3′ · Демкин 30′ (пен.) · Антипенко 49′ · Калешин 74′ | [ 25 ]    | 23′ Орещук · 86′ Ионов | Стадион: «Труд» (+15 °) Зрителей: 10 000 Судья: Евстигнеев (Королев) |
| Томь: Дьяконов, Булатов, Выходил, Годунок, Рехтин, С.Скобляков (Калешин, 73), Харитонов (Силютин, 81), Шишкин, Янотовский, Демкин (Антипенко, 34), Киселев (Фамильцев, 76) Сокол: Звягин, Бугаков (Ионов, 61), Черкес (Джеладзе, 46), Борзенков, Иванов, Качуро, Хлестов, Аджинджал (Левига, 68), Шешуков, Орещук (Близнюк, 40), Цаплин |                                                              |           |                        |                                                                      |

| 7 августа 26-й тур | Металлург-Кузбасс | 0:1 (0:0) | Сокол       | Новокузнецк                                                        |
| |                   | [ 26 ]    | 65′ Шешуков | Стадион: «Металлург» (+10 °) Зрителей: 1000 Судья: Власов (Калуга) |
| Металлург-Кузбасс: Игошин, Щиголев, Пятикопов, Исайченко, Момотов (Тимачев, 45), Ешкин, Васильев, Данилов (Лянге, 70), Берешвили (Прокопов, 37. Кобозев, 46), Степанов, Егунов Сокол: Захарчук, Бугаков, Черкес, Борзенков, Иванов, Джеладзе (Жидков, 85), Качуро (Рябых, 83), Близнюк (Левига, 19), Хлестов, Шешуков, Ионов |                   |           |             |                                                                    |

| 15 августа 27-й тур | Сокол                                           | 3:2 (2:0) | СКА-Энергия                 | Саратов                                                             |
| | Аджинджал 12′ (пен.) · Качуро 24′ · Близнюк 56′ | [ 27 ]    | 55′ Живновицкий · 65′ Лагун | Стадион: «Локомотив» (+24 °) Зрителей: 6950 Судья: Шавейко (Москва) |
| Сокол: Захарчук, Хлестов, Борзенков, Бугаков, Черкес, Иванов, Шешуков, Аджинджал (Ионов, 68), Джеладзе (Хан,88), Близнюк (Цаплин, 82), Качуро (Левига, 62) СКА-Энергия: Митин, Хуако, Димидко, Григоре (Лапа, 44), Фаизулин, Лагун, Мичков, Тюменцев (Кандалинцев, 57. Рыжих, 80), Поддубский, Петров (Кармазиненко, 74), Живновицкий |                                                 |           |                             |                                                                     |

| 18 августа 28-й тур | Сокол      | 1:0 (1:0) | Луч-Энергия | Саратов                                                              |
| | Иванов 45′ | [ 28 ]    |             | Стадион: «Локомотив» (+30 °) Зрителей: 7200 Судья: Малый (Волгоград) |
| Сокол: Захарчук, Хлестов, Бугаков, Борзенков, Черкес, Иванов, Цаплин (Ионов, 76), Аджинджал (Рябых, 87), Джеладзе, Карпенко (Жидков, 65), Качуро (Близнюк, 46) Луч-Энергия: Королев, Лобов, Бовтало, Гордиюк, Зизилев (Лунин, 75), Гришин (Мустафин, 46), Соколов, С.Кузнецов (Смирнов, 55), Бекетов, Гарин, Астафьев (Цацкин, 70) |            |           |             |                                                                      |

| 25 августа 29-й тур | Локомотив Чт | 1:2 (1:1) | Сокол                         | Чита                                                                    |
| | Алхимов 10′  | [ 29 ]    | 27′ Аджинджал · 65′ Борзенков | Стадион: «Локомотив» (+20 °) Зрителей: 5800 Судья: Веселовский (Москва) |
| Локомотив Чт: Кошелев, Котовец, Бодялов, Крейсман (Швецов, 8. Кочкаев, 46), Семакин, Макиенко (Смышляев, 76), Скачков, Алхимов, Гармашов, Чистяков, Рябуха (Беличенко, 73) Сокол: Захарчук, Бугаков, Карпенко (Хан, 58), Борзенков, Джеладзе (Рябых, 83), Близнюк (Левига, 77), Хлестов, Аджинджал, Шешуков, Цаплин, Ионов |              |           |                               |                                                                         |

| 28 августа 30-й тур | Химки | 0:1 (0:1) | Сокол       | Химки                                                                  |
| |       | [ 30 ]    | 15′ Близнюк | Стадион: «Новатор» (+24 °) Зрителей: 3000 Судья: Андреев (Новосибирск) |
| Химки: Корнюхин, Абрамидзе, Ляпкин, Комадина, Микадзе, Коломийченко, Машкарин (Гришин, 73), Швецов (Макаров, 33), Иванов (Лебедков, 58), Ермак, Гаврилин (Оспешинский, 46) Сокол: Захарчук, Бугаков, Черкес, Борзенков, Хлестов, Б. Аджинджал, Близнюк (Левига, 77), Джеладзе (Хан, 65), Ионов, Шешуков (Рябых, 80), Цаплин |       |           |             |                                                                        |

| 4 сентября 31-й тур | Сокол                                                   | 4:2 (3:1) | Динамо Мх                             | Саратов                                                              |
| | Цаплин 33′ · Б. Аджинджал 43′ (пен.) 45′ · Джеладзе 74′ | [ 31 ]    | 3′ Анз. Садиров · 70′ (пен.) Спалевич | Стадион: «Локомотив» (+14 °) Зрителей: 3000 Судья: Баскаков (Москва) |
| Сокол: Захарчук, Хлестов, Бугаков, Цаплин, Борзенков, Джеладзе, Б. Аджинджал, Карпенко (Рябых, 72), Павлов (Жидков, 86), Черкес, Качуро (Хан, 78) Динамо Мх: Исламов, Михайлов (Р. Гаджиев, 59), Акаев, Шворень, Дянков (Спалевич, 46), Ефремов, Гомленко, Зуев, Анз. Садиров (Арт. Садиров, 84), Сердюков, Сиукаев (Муртазалиев, 66) |                                                         |           |                                       |                                                                      |

| 7 сентября 32-й тур | Сокол                             | 2:1 (1:1) | Уралан             | Саратов                                                             |
| | Аджинджал 11′ · Качуро 90′ (пен.) | [ 32 ]    | 29′ (пен.) Малахов | Стадион: «Локомотив» (+19 °) Зрителей: 6500 Судья: Дорошенко (Ейск) |
| Сокол: Захарчук, Хлестов, Бугаков, Цаплин, Борзенков (Ионов, 57), Павлов (Хан, 58), Шешуков, Аджинджал (Карпенко, 74), Джеладзе, Черкес, Качуро Уралан: Окрошидзе, Малахов, Овшинов, Казаков, Сахаров, Беришвили (Учуров, 86), Дьяченко, Камнев, Темрюков, Богданов, Ланько |                                   |           |                    |                                                                     |

| 14 сентября 33-й тур | Нефтехимик                            | 3:0 (2:0) | Сокол                                             | Нижнекамск                                                         |
| | Джинчарадзе 29′ · Колотилко 44′ 90+2′ | [ 33 ]    | Нереализованный пенальти: Б. Аджинджал, 18 (мимо) | Стадион: «Нефтехимик» (+15 °) Зрителей: 1600 Судья: Лукин (Москва) |
| Нефтехимик: Гусев, Дьячков (Котрикадзе, 52), Ефремов, Ситчихин, Шерстнев, Гордун (Будылин, 88), Харабара (Кирсанов, 69), Колотилко, Фоменко, Тонга, Джинчарадзе Сокол: Захарчук, Бугаков, Черкес, Борзенков, Качуро, Близнюк, Хлестов (Джеладзе, 46), Б. Аджинджал (Хан, 72), Шешуков, Цаплин, Ионов (Павлов, 62) |                                       |           |                                                   |                                                                    |

| 17 сентября 34-й тур | КАМАЗ                            | 2:2 (2:0) | Сокол                           | Набережные Челны                                                |
| | Булатов 39′ (пен.) · Ермилов 45′ | [ 34 ]    | 69′ Близнюк · 86′ (пен.) Качуро | Стадион: «КАМАЗ» (+16 °) Зрителей: 4200 Судья: Ходырев (Москва) |
| КАМАЗ: Пчелинцев, Пучков, Гикаев, Чочиев (Полянин, 70), Зураев, Емельянов, Куликов, Панов (Карсанов, 79), Жданов (Меерович, 63), Ермилов, Булатов (Низовцев, 64) Сокол: Захарчук, Борзенков, Бугаков, Ионов (Жидков, 71), Черкес, Аджинджал, Хлестов (Хан, 76. Рябых, 90), Цаплин, Шешуков (Карпенко, 65), Качуро, Близнюк |                                  |           |                                 |                                                                 |

| 24 сентября 35-й тур | Сокол                                                        | 1:0 (1:0) | Лисма-Мордовия | Саратов                                                             |
| | Качуро 40′Нереализованный пенальти: Качуро, 86 (перекладина) | [ 35 ]    |                | Стадион: «Локомотив» (+18 °) Зрителей: 4500 Судья: Гусев (Тобольск) |
| Сокол: Захарчук, Хлестов, Бугаков, Борзенков, Черкес, Шешуков, Ионов, Аджинджал, Джеладзе (Карпенко, 57), Близнюк, Качуро (Рябых, 88) Лисма-Мордовия: Володин, Вейкутис, Кураев, Белозеров, Тимофеев, Бавыкин, Шевченко (Томилин, 70), Губанов, Дутов, Зангареев (Кондрашов, 73), Шлагор (Шубладзе, 50) |                                                              |           |                |                                                                     |

| 27 сентября 36-й тур | Сокол                              | 4:0 (2:0) | Газовик-Газпром | Саратов                                                                   |
| | Близнюк 3′ 10′ · Аджинджал 78′ 77′ | [ 36 ]    |                 | Стадион: «Локомотив» (+15 °) Зрителей: 4000 Судья: Кузьменко (Изобильный) |
| Сокол: Захарчук, Бугаков, Черкес, Карпенко, Борзенков (Аджинджал, 46), Качуро (Левига, 54), Близнюк (Джеладзе, 67), Павлов, Шешуков (Жидков, 82), Хан, Цаплин Газовик-Газпром: Екимов, Сергеев, Ложкин, Кайгородов, Дубровских, Завьялов (Ахметханов, 77), Никитин (Герман, 85), А. Самойлов, Огородник (Карамышев, 18), Зиновьев, Перов |                                    |           |                 |                                                                           |

| 4 октября 37-й тур | Балтика | 0:0    | Сокол | Калининград                                                       |
| |         | [ 37 ] |       | Стадион: «Балтика» (+15 °) Зрителей: 5000 Судья: Шавейко (Москва) |
| Балтика: Крамаренко, Киселев, Агаев, Крыштафович, Горбачев, Мазнов (Джанашия, 57), Соколов (Жаров, 88), Зиновьев, Ахалкаци (Григорьев, 72), Евсин, Бровин (Георгиев, 35) Сокол: Захарчук, Бугаков, Черкес, Карпенко (Хан, 87), Борзенков, Качуро (Джеладзе, 74), Близнюк (Левига, 89), Хлестов, Аджинджал (Ионов, 80), Шешуков, Цаплин |         |        |       |                                                                   |

| 7 октября 38-й тур | Динамо Бр                                     | 3:3 (1:2) | Сокол                                | Брянск                                                                 |
| | Оливейра 22′ (пен.) · Рытов 59′ · Фомичев 90′ | [ 38 ]    | 3′ 34′ (пен.) Б. Аджинджал · 69′ Хан | Стадион: «Динамо» (+14 °) Зрителей: 5000 Судья: Галимов (Екатеринбург) |
| Динамо Бр: Нарубин, Сережкин (Федосов, 82), Шапкин, Мелкадзе, Кудряшов, Космель, Оливейра (Толстых, 83), Рытов (Рыбин, 79), Фомичев, Сантос, Усиков (Шелютов, 80) Сокол: Захарчук, Рябых, Бугаков, Карпенко, Жидков, Джеладзе, Качуро (Хан, 59), Павлов (Левига, 70), Хлестов, Б. Аджинджал, Цаплин |                                               |           |                                      |                                                                        |

| 14 октября 39-й тур | Сокол                       | 2:1 (1:1) | Терек       | Саратов                                                             |
| | Хан 37′ · Качуро 62′ (пен.) | [ 39 ]    | 43′ Федьков | Стадион: «Локомотив» (+4 °) Зрителей: 12 300 Судья: Каюмов (Москва) |
| Сокол: Захарчук, Рябых (Шешуков, 46), Бугаков, Цаплин, Черкес, Хан (Степанян, 87), Жидков (Ионов, 51), Карпенко, Борзенков, Качуро (Орещук, 76), Левига Терек: Кращенко, Джабраилов, Гайсумов, Евсиков (Булатов, 61), Липко, Хомуха (Мазаев, 46), Гублия, Головской, Терехин (Адиев, 46), Шипилов, Федьков (Адамов, 47) |                             |           |             |                                                                     |

| 17 октября 40-й тур | Сокол                                   | 3:1 (3:0) | Спартак Нч    | Саратов                                                                 |
| | Аджинджал 8′ · Качуро 23′ · Близнюк 33′ | [ 40 ]    | 89′ Кузьмичев | Стадион: «Локомотив» (+8 °) Зрителей: 7000 Судья: Андреев (Новосибирск) |
| Сокол: Захарчук, Хлестов (Рябых, 82), Цаплин, Бугаков, Черкес, Борзенков, Шешуков, Хан (Карпенко, 54), Аджинджал (Жидков, 70), Качуро (Джеладзе, 46), Близнюк Спартак Нч: Чихрадзе, Ягодкин (Ксанаев, 35), Порошин, Мостовой, Битоков, Кунижев (Балов, 52), Енин (Дзахмишев, 62), Машуков, Кудаев, Кузьмичев, Овчинников (Дзамихов, 68) |                                         |           |               |                                                                         |

| 24 октября 41-й тур | Черноморец | 0:0    | Сокол | Новороссийск                                                                   |
| |            | [ 41 ] |       | Стадион: «Центральный стадион» (+15 °) Зрителей: 6500 Судья: Мартынов (Москва) |
| Черноморец: Усминский, Засеев, Морозов (Глущенко, 76), Майоров (Подружко, 82), Селин (Концевой, 70), Олейник, Кулик, Деницэ, Раджюс, Суродин, Догузов Сокол: Захарчук, Бугаков, Черкес, Борзенков, Качуро (Карпенко, 63), Близнюк, Хлестов, Аджинджал, Шешуков, Цаплин, Ионов (Хан, 65) |            |        |       |                                                                                |

| 27 октября 42-й тур | Анжи        | 1:1 (1:1) | Сокол       | Каспийск                                                         |
| | Никулин 42′ | [ 42 ]    | 34′ Близнюк | Стадион: «Хазар» (+20 °) Зрителей: 1000 Судья: Малый (Волгоград) |
| Анжи: Армишев, Бабич, Стойкович, Тагирбеков (Гордеев, 85), Мжаванадзе, Рамазанов, Агаларов, Баматов, Никулин (Нахушев, 74), Родин (Мамаев, 67), Мазалов (Узденов, 75) Сокол: Захарчук, Хлестов, Борзенков, Бугаков, Аджинджал, Шешуков (Ионов, 27), Черкес, Близнюк, Карпенко (Качуро, 84), Хан (Рябых, 83), Цаплин |             |           |             |                                                                  |

| 3 ноября 43-й тур | Сокол | 0:1 (0:1) | Арсенал         | Саратов                                                                 |
| |       | [ 43 ]    | 31′ Филиппенков | Стадион: «Локомотив» (0 °) Зрителей: 12 500 Судья: Веселовский (Москва) |
| Сокол: Захарчук, Бугаков (Хан, 46), Черкес (Павлов, 46), Карпенко, Борзенков, Качуро, Близнюк, Хлестов, Б. Аджинджал (Орещук, 65), Шешуков, Цаплин Арсенал: Кликин, Басков, Букиевский, Буров, Мазов, Катынсус, Тищенко (Шевырев, 80), Коровушкин, Саджая, Филиппенков, Низамутдинов (Котов, 90+1) |       |           |                 |                                                                         |

| 6 ноября 44-й тур | Орёл                                 | 3:0 (2:0) | Сокол | Москва                                                          |
| | Кушов 11′ · Алексеев 30′ · Берко 46′ | [ 44 ]    |       | Стадион: «Лужники» (+8 °) Зрителей: 300 Судья: Сергеев (Москва) |
| Орёл: Владимиров, Химич (Берко, 33), Романов, Бойков, Черников, Кушов, Шелест, Зиновьев (Лагутин, 63), Алексеев, Злыднев, Буда (Юдкин, 44. Панин, 78) Сокол: Захарчук, Бугаков, Борзенков (Рябых, 45+1), Близнюк, Павлов, Хлестов (Карпенко, 46), Аджинджал, Шешуков, Левига (Орещук, 46), Хан, Цаплин |                                      |           |       |                                                                 |

## Кубок России

### 1/32 финала
Сокол - Лисма-Мордовия - 2:0 (Чесноков, 7, Орещук, 51). 5000
https://www.sport-express.ru/newspaper/2004-07-03/6_6/ КУБОК РОССИИ-2004/05. 1/32 финала
1/32 финала

### 1/16 финала
СОКОЛ - ЦСКА
|score      = 2:0 (2:0)
Голы: Качуро, 8 (1:0). Иванов, 23 (2:0).
Нереализованный пенальти: Джеладзе, 28 (вратарь).
"Сокол" (Саратов): Захарчук (Звягин, 69), Хлестов, Бугаков, Борзенков, Черкес, Иванов, Ионов, Шешуков, Джеладзе (Жидков, 46), Орещук, Качуро, (Близнюк, 61).
ЦСКА: Мандрыкин, Одиа, В. Березуцкий, Шершун, Денисов (Семак, 46), Красич (Самодин, 81), Рахимич, Лайзанс, Феррейра, Кириченко, Попов (Даду, 46)
31 июля. Саратов. Стадион "Локомотив". 13 200 зрителей (вмещает 15 000). 25 градусов.
https://www.sport-express.ru/newspaper/2004-08-02/3_1/ А если бы не подвиги Мандрыкина?
1/16 финала. 1-й матч
https://www.sport-express.ru/newspaper/2004-11-22/2_2/ Клякса вместо точки
1/16 финала. 2-й матч